# Elettronica di consumo

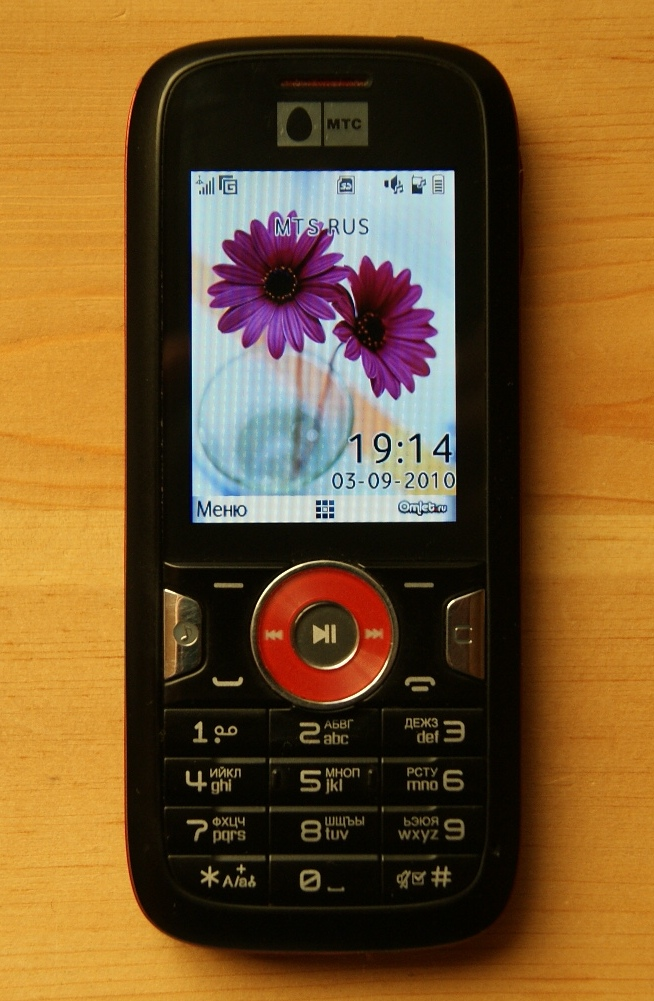
Un telefono cellulare, esempio tipico di prodotto dell'elettronica di consumo

L'elettronica di consumo è una branca dell'industria elettronica che produce prodotti per l'intrattenimento, la comunicazione e il lavoro da ufficio. 
I prodotti principali del tipo sono radio, televisori, lettori audio e video, fotocamere e videocamere digitali, telefoni, personal computer e accessori, console per videogiochi, telefoni cellulari, navigatori satellitari, prodotti per l'illuminazione, orologi digitali, stampanti e calcolatrici.

## Descrizione

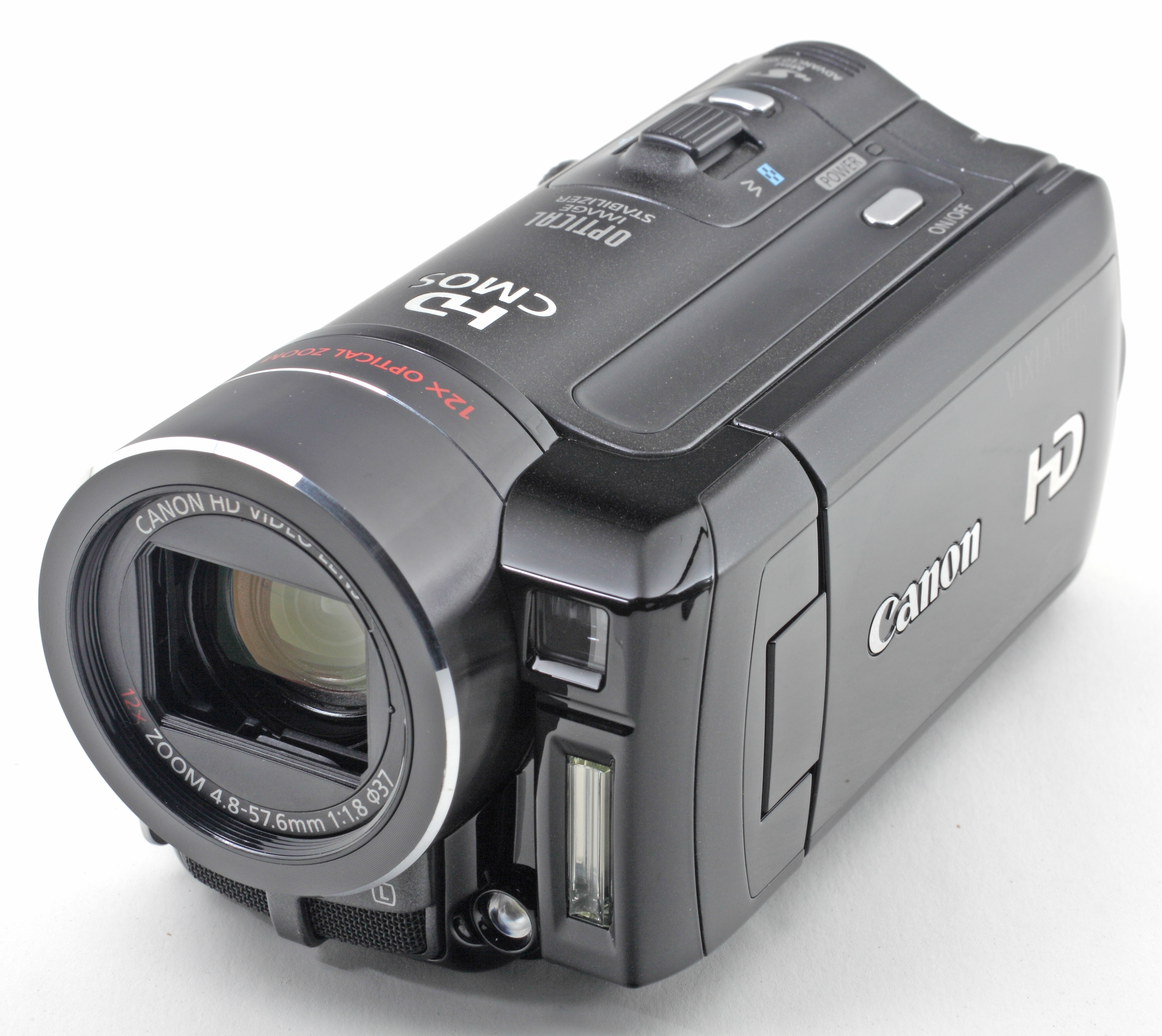
Una videocamera, un altro esempio di prodotto tipico dell'elettronica di consumo

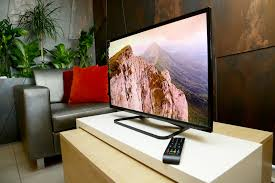
Televisore LCD

La CEA (Consumer Electronics Association) ha stimato che nei soli Stati Uniti il settore ha venduto materiale, nel 2007, per 150 miliardi di dollari. Le novità di elettronica di consumo sono presentate ogni anno al Consumer Electronics Show di Las Vegas. Il settore rappresenta più di un quinto delle esportazioni delle principali potenze economiche.
Quartieri generali, stabilimenti produttivi e centri di ricerca del settore si trovano soprattutto in Asia orientale (Giappone, Corea del Sud, Taiwan).
Caratteristica di questa industria è la tendenza al ribasso dei prezzi, cosa questa che comporta guadagni nell'efficienza produttiva e nell'automazione, oltre che miglioramenti nella produzione dei semiconduttori. I componenti a semiconduttore beneficiano della legge di Moore, un principio secondo cui, a un dato prezzo, il processore raddoppia la propria efficienza ogni 18 mesi.
L'elettronica di consumo porta avanti progetti di convergenza: ad esempio un lettore DVD e un Free-View Box diventano insieme un "centro media", che combina elementi di altri manufatti del settore. Il consumatore esprime diverse decisioni, nell'acquisto di tali prodotti, e di solito si concentra su stile e prezzo piuttosto che sulla funzionalità. La convergenza di tecnologie permette al consumatore di fare una sola scelta.
Molte aziende del settore affrontano problemi legati all'arretratezza di alcuni prodotti, che porta allo "spreco elettronico". Nel 2003 questo spreco è ammontato a più di 2,8 milioni di tonnellate, e meno di un decimo degli apparecchi viene riciclato o riutilizzato.
Molti prodotti odierni del settore sono predisposti per la connessione Internet, mediante le tecnologie Ethernet, Bluetooth e Wi-Fi. Molti di questi sono tradizionalmente lontani dai computer, come le Internet TV o gli impianti Hi-Fi, e adesso dispongono di opzioni di connessione dipendenti da schede di rete interne, spesso legate alla rete Internet domestica. Sono state così sviluppate nuove tecnologie, ad esempio la Wireless HD, che distribuiscono i contenuti Internet in alta definizione in più prodotti elettronici.